# Kvittenguldmal
Kvittenguldmal, Phyllonorycter hostis är en fjärilsart som beskrevs av Paolo Triberti 2007. Kvittenguldmal ingår i släktet guldmalar, Phyllonorycter, och familjen styltmalar, Gracillariidae. 
Eftersom arten beskrevs så sent som 2007 så är sannolikt utbredningen inte helt utredd. Arten är noterad i spridda europeiska länder och även i Tunisien. (Arten är noterad i följande länder: Norge, Storbritannien, Tyskland, Tjeckien, Italien, Montenegro, Serbien, Nordmakedonien och Tunisien. Inga underarter finns listade i Catalogue of Life.